# Ratková
Ratková este o comună slovacă, aflată în districtul Revúca din regiunea Banská Bystrica. Localitatea se află la altitudinea de 289 m deasupra n.m., se întinde pe o suprafață de 12,71 km2 și în 2017 număra 613 locuitori. Se învecinează cu comuna Ploské.

## Istoric
Localitatea Ratková este atestată documentar din 1413.

## Demografie
| An:                | 1994 | 2004   | 2014   | 2024    |
| ------------------ | ---- | ------ | ------ | ------- |
| Număr de persoane: | 525  | 562    | 583    | 650     |
| Diferență:         |      | +7,04% | +3,73% | +11,49% |

| An:                | 2023 | 2024   |
| ------------------ | ---- | ------ |
| Număr de persoane: | 648  | 650    |
| Diferență:         |      | +0,30% |